# OpenMoko
Openmokoとはハードウェア仕様やオペレーティングシステムを含むオープンソース携帯電話を製作するプロジェクトである。Openmoko Inc.が推進している。
最初のサブプロジェクトはOpenmoko Linuxという自由ソフトウェアを使用したLinuxベースの携帯電話オペレーティングシステムである。
次のサブプロジェクトはOpenmoko Linuxで動作するハードウェア端末の開発で最初に発売された端末はNeo 1973で、その後2008年6月25日に後継機種であるNeo FreeRunnerを発売した。他の殆どの携帯電話プラットフォームと異なり、エンドユーザーがオペレーティングシステムやソフトウェアスタックを修正できるように設計されており、他にもOpenmoko対応携帯電話がある。
2009年4月2日、Openmokoは携帯電話の開発を中止し、他種のハードウェアに集中することになりそうだとしたが、現行のNeo FreeRunnerのサポートと販売は続けるとしている。

## 歴史
First International Computer (FIC)が創設したOpenmokoのプロジェクトが発表されたのは2006年11月7日のことであり、ハラルト・ヴェルテらがコアメンバーとしてプロジェクトを推し進めることになった。

## 語源
「Openmoko」という名の由来はOpen Mobile Kommunikationsの頭字語としている。携帯電話シリーズのコードネームである「GTA」は携帯電話の主要コンポーネントであるGSM-TI-AGPSの略称となっている。

## ソフトウェア
最初にOpenmoko Inc.が開発したのはOpenmoko LinuxもしくはOmという携帯電話オペレーティングシステムである。これはX.Org Serverで構築したグラフィカルユーザインタフェースとLinuxカーネルが使用されている。また、OpenEmbeddedで構築されたフレームワークとopkgパッケージシステムを使ってパッケージソフトウェアを作成しメンテナンスする。Om 2007バージョンではGTK+ツールキットとMatchboxウインドウマネージャが使われている。2008年8月リリースのOm 2008ではQtツールキットとEnlightenment 17をサポートしたが、両バージョンとも安定するほどに至る改善にはならなかった。その結果、Openmokoは自身が出資したfreesmartphone.orgのミドルウェアをベースにした安定環境を提供することを目標にOm 2009の開発を始めた。しかし、このバージョンは完成すること無く2009年4月にOpenmokoによるソフトウェア開発は中止となった。
それでもこの作業はいくつかのコミュニティによって受け継がれた。数グループがオリジナルソフトの修正バージョンを開発したり、携帯電話で動く他のシステムに移植されていった。Openmokoの携帯電話は現在AndroidやDebian、Gentoo、QtMoko、SHRに対応している。

## Openmoko Incのハードウェア

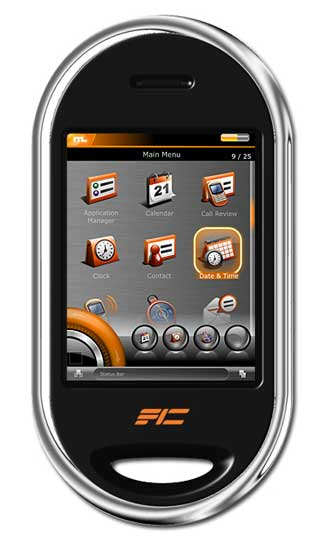
Openmokoソフトウェアを使用した最初のスマートフォンであるNeo 1973

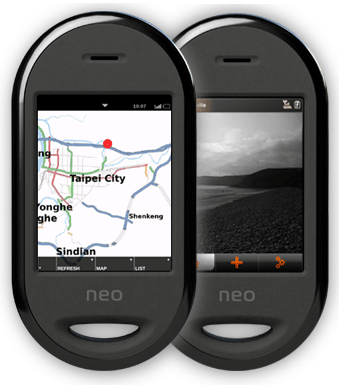
Neo FreeRunner

最初のスマートフォンであるNeo 1973 GTA01（バージョン: Bv4）は2007年7月から2008年2月までopenmoko.comのみで販売されていた。
GTA01のデザインをベースにした2つめのハードウェアはDash Expressというカーナビゲーションでより速いCPU(Samsung 2440)とWi-Fi機能が搭載された。
3つめのハードウェアはコードネームがGTA02のNeo FreeRunnerでNeo 1973の後継機だった。

### Neo 1973
Neo 1973（コードネーム:GTA01）は開発者のみにリリースされた。900 MHz、1800 MHz、1900 MHzのGSM周波数バンドに対応している。ゲームやユーティリティを含めたデスクトップやサーバープラットフォームで動く多くのLinuxとUNIXのプログラムをこのスマートフォンで動作させることに成功した。加えて、Linux、NetBSD、FreeBSD、L4カーネルがユーザーによる開発の元で動作している。
このハードウェアプラットフォームではQEMUを使用することでOpenmoko software suiteを含むソフトウェアを高レベルの互換性でエミュレートできる。

### Neo FreeRunner
Neo FreeRunner（コードネーム:GTA02）はNeo 1973の新バージョンであり、より速いプロセッサ（400MHzクロック）、802.11b/g Wi-Fi、2つの加速度計、3Dグラフィックアクセラレータが搭載された。2008年6月25日に一般市場向けに発売された。

### Dash Express
2008年1月2日にOpenmoko Inc.が開発したOpenmoko Linuxで動作するGPS機器であるDash Expressが発表された。この機器は当初HXD8というコードネームが付けられ、Openmokoユーザーインターフェイスがほとんどもしくは全く使われていないと思われ、単にOpenmoko Incが開発したカーネルへのパッチを使用し、ナビゲーションとユーザーインターフェイスはDash Navigationによるアプリケーションを動作させることで提供される。

### 次世代デバイス
不況の影響でGTA 03がどうなったかに関する参考資料はいくつもないが、その後OpenMokoはドイツのエンジニアリング会社であるゴールデン・デリシャス・コンピュータと新たに提携し、GTA 04の生産を開始した。
GTA 04は800Mhz相当のCortex-A8 ARM (1GHz)プロセッサを搭載している。このオープンソースダイナモはまた800MHz C64x+ DSP(デジタル信号プロセッサ）コアと3Dグラフィックアクセラレータを搭載している。
プロセッサのスペックや512MBのNANDフラッシュを組み合わせた512MBのRAMや32GBの拡張性microSDHCはiPhone 4や4sのハードウェア仕様に相当する。

### WikiReader
WikiReaderはウィキペディアの記事をオフライン閲覧するためのリーダーである。

## Golden Delicious GTA04 board
Golden Delicious GTA04 boardはNeo FreeRunnerに内蔵されているGTA02 boardの後継である。ミュンヘンのモバイルオフィスプロバイダーでNeo Freerunnerのアップグレード版の発売元であるGolden Delicious GmbHが2010年9月にGTA04プロジェクトを発表した。これは次世代Openmoko phoneの開発版と試作機を元にした、Beagle Boardプラットフォームを使用しているOpenmoko Beagle Hybridのリリースだった。翌月、Golden Deliciousはこの携帯電話を市場に投入する長期的な目標を掲げた。GTA04はNeo Freerunnerの筺体にフィットし外部ディスプレイや他の機器に接続することが可能である。GTA04A3 EA（初期ロット）の最初のバッチが出たのは2011年10月10日で、GTA04A4バージョンの最初のバッチは2012年1月31日だった。OpenPhoenuxまたはGTA04 Completeと呼ばれる最初から完成している携帯電話も販売されている。
仕様:
- CPU: ARM TI DM3730 at 800 MHz
- メモリ: 512 MB RAM
- 相互接続: WiFi, WLAN, Bluetooth
- WLAN: UMTS module with 3.75G (up to 14.4 MBit/s)
- センサー（バロメーター、コンパス、ジャイロスコープ、加速度計）
- GPS
- USB OTG 2.0
- オプションのカメラへのコネクタ
- ユーザーがブートローダーとカーネルを書くための文書化されたビルディングブロック
- 完成したGTA04の画像.

### GTA04 Boardの外部リンク
- Main page of the project
- Current specifications of the phone
- Documentation for the phone
- Also other related (open source) projects